# Hóquei sobre a grama nos jogos cislandeses
O Hóquei sobre a grama foi introduzido nos Jogos Cislandeses com a competição masculina e feminina nos Jogos de Paris, em 2025. Oito equipes, em cada modalidade, participaram da primeira edição.  

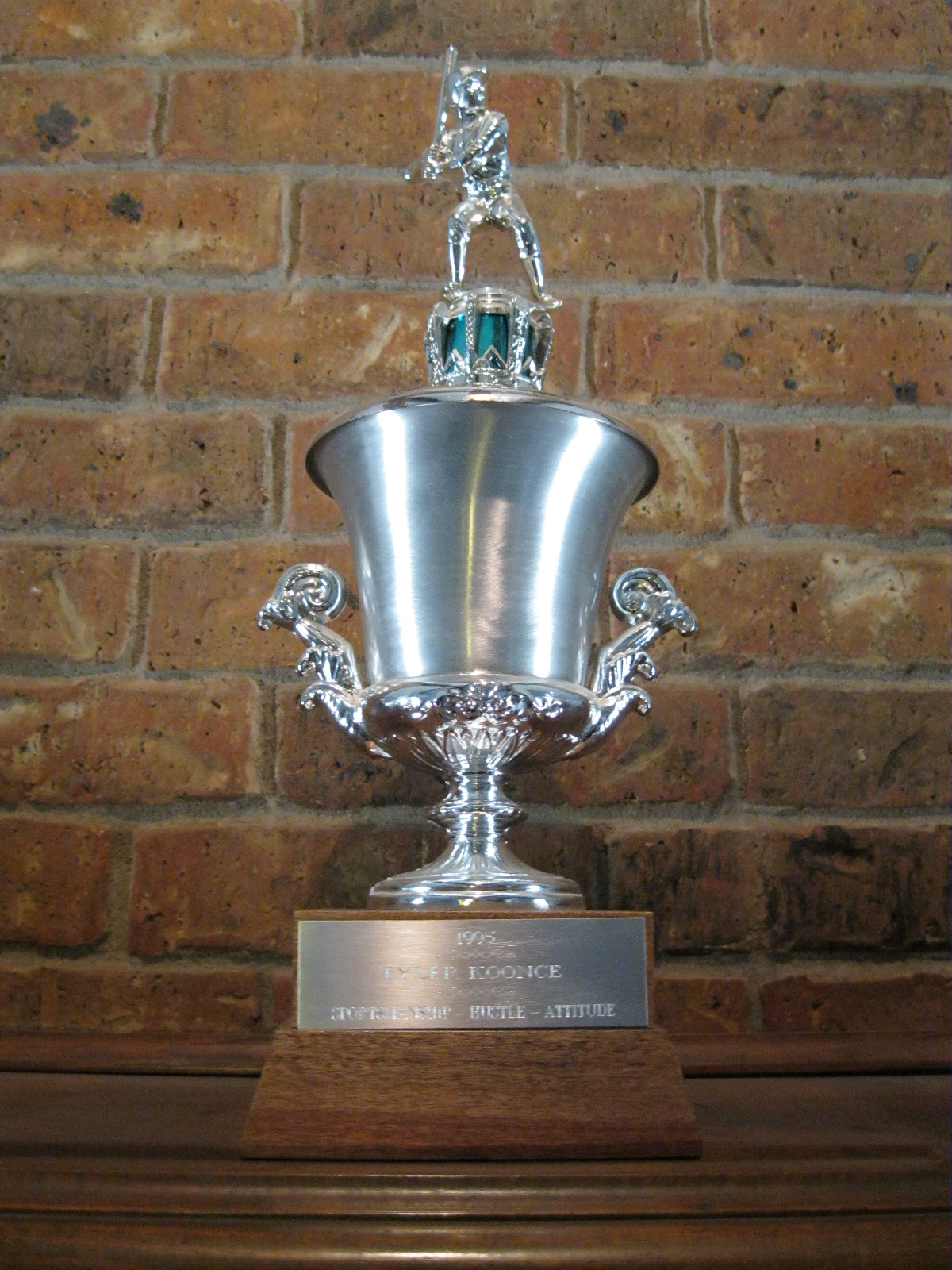
Troféu do Campeonato

## Torneio Feminino
| 2025 | Paris | Austrália | 19 – 16 | França | Estados Unidos | 9 – 7 | Finlândia |